# Epitola urania
Epitola urania är en fjärilsart som beskrevs av Kirby 1887. Epitola urania ingår i släktet Epitola och familjen juvelvingar. IUCN kategoriserar arten globalt som livskraftig. Inga underarter finns listade i Catalogue of Life.

## Bildgalleri

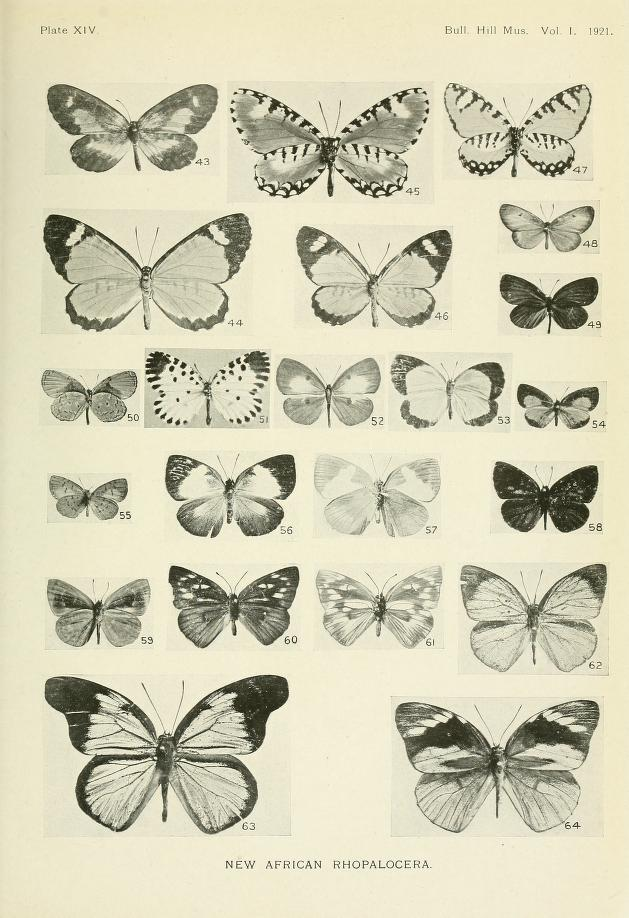